# Andrea Benetti
Andrea Benetti là một họa sĩ người Ý, tác giả của bức họa Manifesto of Neo Cave Art được trưng bày tại triển lãm hội họa Venice Biennale lần thứ 53 vào năm 2009, thuộc Đại học Ca' Foscari.

## Tiểu sử
Andrea Benetti (sinh năm 1964, Bologna) là một họa sĩ, nhiếp ảnh gia và nhà thiết kế người Ý. Vào năm 2006, ông đã vẽ bức họa Manifesto of Neo Cave Art và được trưng bày tại triển lãm hội họa Venice Biennale lần thứ 53 năm 2009.
Các tác phẩm của ông thường có mặt trong nhiều bộ sưu tập và triển lãm nghệ thuật cả trong nước lẫn nước ngoài. Một số triển lãm đáng chú ý trong vài năm gần đây của ông có thể kể đến như: "Colors and sounds of the origins" (Bologna, Palazzo D 'Accursio, 2013), "VR60768 · anthropomorphic figure" (Rome, Chamber of Deputies, 2015), "Pater Luminum" (Gallipoli, Civic Museum, 2017) và "Faces against violence" (Bologna, Palazzo D'Accursio, 2017).
Năm 2020, ông đã được trao "Giải thưởng Nettuno" bởi Il Lions Club di Bologna.

## Bảo tàng và bộ sưu tập
Dưới đây là danh sách các bảo tàng tư nhân và tổ chức đã mua lại tác phẩm của Andrea Benetti:
- Bộ sưu tập nghệ thuật của Liên hợp quốc (New York, Hoa Kỳ)[9]
- Bộ sưu tập nghệ thuật Vatican (Città del Vaticano)[10]
- MACIA - Bảo tàng Nghệ thuật Đương đại Ý ở Mỹ (San José - Costa Rica)[11]
- Bộ sưu tập nghệ thuật Quirinal ∙ Tổng thống Ý của Cộng hòa ∙ (Rome - Ý)[4]
- Palazzo Montecitorio ∙ Quốc hội Ý ∙ Phòng làm việc (Rome - Ý)[12]
- Bộ sưu tập nghệ thuật của Đại học Ferrara (Ferrara - Ý)[13]
- Bộ sưu tập nghệ thuật của Đại học Bari (Bari - Ý)[14]
- Mambo ∙ Bảo tàng Nghệ thuật Hiện đại Bologna (Bologna - Ý)[15]
- Museion ∙ Bảo tàng nghệ thuật đương đại và hiện đại Bolzano (Bolzano - Ý)[16]
- CAMeC - Trung tâm Nghệ thuật Hiện đại và Đương đại Camec - (La Spezia - Ý)[17]
- Bảo tàng FP Michetti (Francavilla al Mare - Ý)[18]
- Bảo tàng nghệ thuật đương đại Osvaldo Licini (Ascoli Piceno - Ý)[19]
- Bộ sưu tập nghệ thuật Municipality of Lecce (Lecce - Ý)[20]